# Taenia

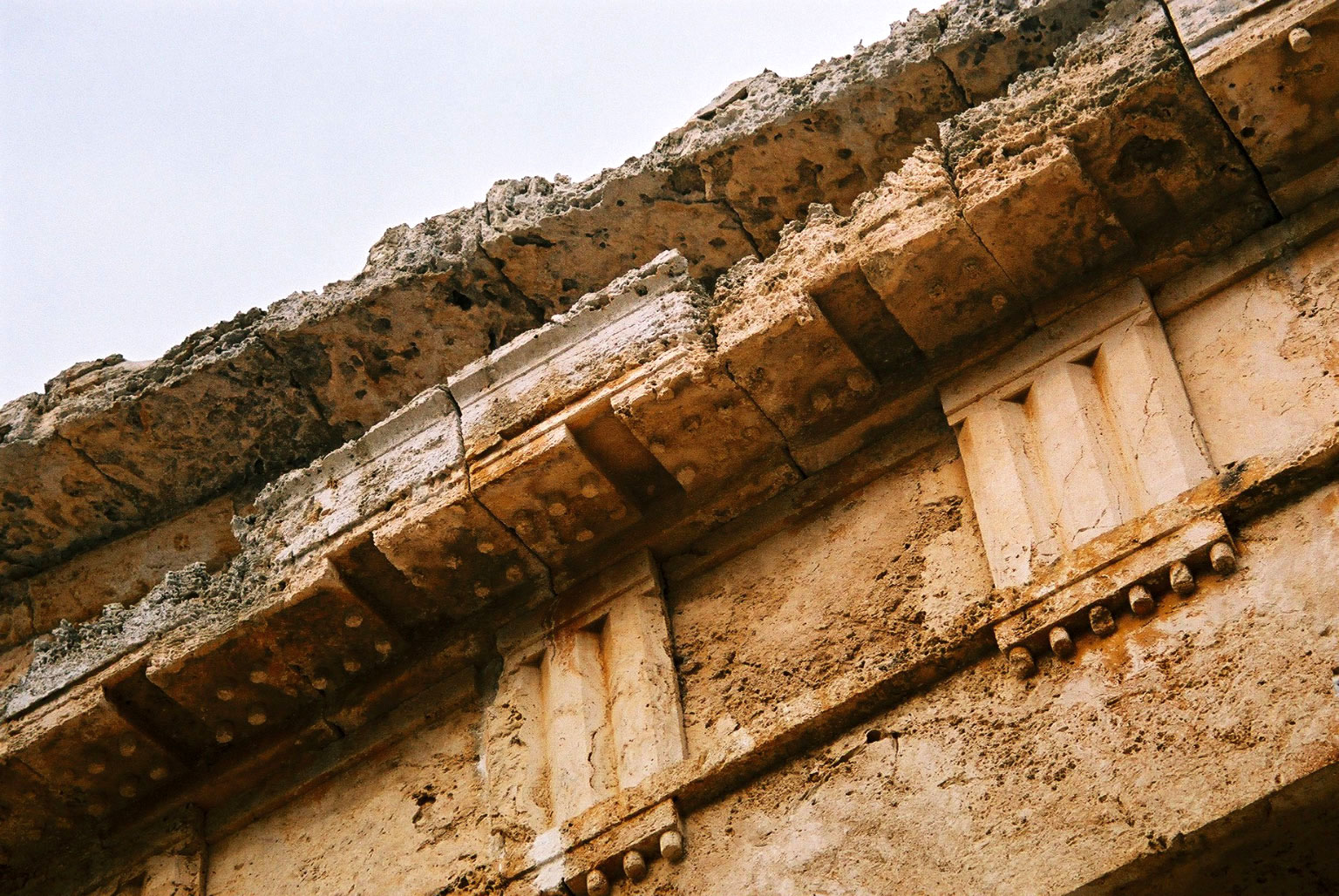
Exempel på taenia.

Taenia (grekiska) avser en smal, bandliknande list, vilken bildar ett horisontellt avskiljande led mellan arkitrav och fris i den doriska kolonnordningen.